# Svínoyar-Bjarni
Svínoyar-Bjarni var en færøsk storbonde og viking, der levede i 900-tallet. Han ejede flere gårde, men havde sit hovedsæde på Svínoy i øgruppen Norðoyar, og var en af de mægtigste mænd på Færøerne i sin samtid. Ifølge Færingesaga var Bjarnis søster Guðrun mor til den mægtige vikinghøvding Tróndur í Gøtu.
Bjarni var involveret i drabet på Brestir Sigmundsson og Beinir Sigmundsson på Stóra Dímun i 970, sammen med Havgrímur fra Suðuroy, og Tróndur í Gøtu. Hans senere berømte søn Sigmundur Brestisson (dengang kun 9 år gammel) så sin far blive dræbt.